# 18 maja
18 maja jest 138. (w latach przestępnych 139.) dniem w kalendarzu gregoriańskim. Do końca roku pozostaje 227 dni.

## Święta
- Imieniny obchodzą: Aleksandra, Alicja, Eryk, Eryka, Eufrazja, Faina, Feliks, Jan, Julita, Klaudia, Liberiusz, Matrona, Myślibor, Sandra, Teodot i Wenancjusz.
- Haiti – Święto Flagi i Uniwersytetów
- Międzynarodowe – Międzynarodowy Dzień Muzeów[1] (ustanowiony w 1977 roku przez ICOM, Międzynarodową Radę Muzeów, działającą przy UNESCO)
- Turkmenistan – Święto Konstytucji
- Wspomnienia i święta w Kościele katolickim[2][3] obchodzą:
  - bł. Blandyna Merten (zakonnica)
  - św. Dioskor z Aleksandrii (męczennik)[4][5]
  - św. Eryk IX Jedvardsson (król Szwecji)
  - św. Feliks z Kantalicjo (kapucyn)
  - św. Jan I (papież, męczennik)
  - św. Stanisław Papczynski, kapłan

## Wydarzenia w Polsce
- 1282 – Podczas zjazdu w Miliczu doszło do ugody między księciem gdańskim Mściwojem II a krzyżakami, na mocy której otrzymali oni ziemię gniewską, część Mierzei Wiślanej i Żuław.
- 1616 – Eustachy Wołłowicz został biskupem wileńskim.
- 1642 – Spłonął doszczętnie kościół św. Michała w Oleśnie.
- 1659 – Potop szwedzki: zwycięstwo wojsk polskich w bitwie pod Szkudami.
- 1689 – Wybuchł wielki pożar Kłobucka.
- 1755 – Odbyła się koronacja łaskami słynącej figury Matki Bożej Skępskiej.
- 1792 – Wybuchła wojna polsko-rosyjska, zwana wojną w obronie Konstytucji 3 maja.
- 1809 – Wojna polsko-austriacka: wojska polskie zdobyły Sandomierz.
- 1820 – Założono związek studentów Uniwersytetu Wileńskiego „Promieniści”.
- 1831 – Powstanie listopadowe: Sejm wykluczył ze swego grona posłów, którzy nie podpisali uchwały o detronizacji Mikołaja I Romanowa.
- 1837 – Założono (nieistniejącą już) KWK „Mysłowice”.
- 1886 – Rozpoczął działalność szpital psychiatryczny w Rybniku.
- 1888 – W Bydgoszczy wyjechał na trasę pierwszy tramwaj konny.
- 1922 – W swym pierwszym meczu międzynarodowym Legia Warszawa przegrała na własnym boisku z czeską Viktorią Žižkov 2:9.
- 1923 – Premiera filmu niemego Bożyszcze. W sidłach uwodziciela w reżyserii Wiktora Biegańskiego.
- 1931 – Strajk 35 tysięcy górników z Zagłębia Dąbrowskiego spowodowany zapowiedzią obniżki płac.
- 1935 – W Krakowie zakończyły się uroczystości pogrzebowe marszałka Józefa Piłsudskiego.
- 1938 – Tadeusz Góra na szybowcu PWS-101 pokonał trasę Bezmiechowa-Soleczniki Małe (577,8 km), za co w następnym roku, jako pierwszy pilot szybowcowy na świecie, otrzymał Medal Lilienthala.
- 1939:
  - Dokonano oblotu szybowca PWS-102 Rekin.
  - Otwarto Stadion Miejski w Kielcach.
- 1943 – Żandarmeria niemiecka i oddziały ukraińskie dokonały pacyfikacji wsi Szarajówka koło Biłgoraja, podczas której 58 mieszkańców wepchnięto do kilku domów i stajni i spalono żywcem.
- 1945 – Założono klub piłkarski Błękitni Stargard.
- 1958 – Pierwsza premiera Teatru Muzycznego w Gdańsku.
- 1961 – Powstał trzeci rząd Józefa Cyrankiewicza.
- 1970 – Zakończyła się trwająca od 30 marca operacja obracania Pałacu Lubomirskich w Warszawie.
- 1974 – Ukończono budowę najwyższego na świecie (646,38 m) masztu radiowego w Konstantynowie koło Płocka.
- 1981:
  - Premiera filmu historycznego Polonia Restituta w reżyserii Bohdana Poręby.
  - W sali Estrady Poznańskiej odbyła się pierwsza próba zespołu Lombard. Data ta uważana jest za dzień powstania zespołu.
- 1984 – Premiera filmu muzycznego To tylko rock w reżyserii Pawła Karpińskiego.
- 1990 – Sejm RP przyjął ustawę o ustroju Warszawy.
- 1992 – W Warszawie podpisano polsko-ukraiński traktat o dobrym sąsiedztwie, przyjaznych stosunkach i współpracy.
- 1999 – Dokonano oblotu prototypu samolotu PZL I-23 Manager.
- 2025 – Odbyła się pierwsza tura wyborów prezydenckich. Do drugiej tury (1 czerwca) przeszli: Rafał Trzaskowski i Karol Nawrocki.

## Wydarzenia na świecie

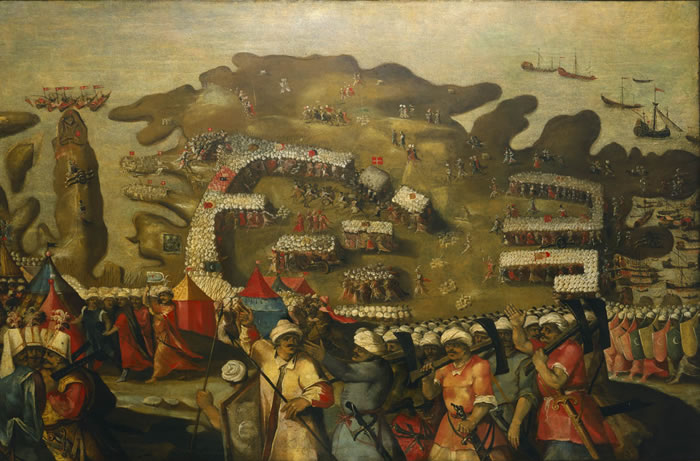
Wielkie Oblężenie Malty na fresku Matteo Pereza d’Aleccio

- 14 – Cesarz Oktawian August wysłał Kaligulę do jego ojca Germanika przebywającego w Galii lub Germanii.
- 113 – Otwarto Forum Trajana w Rzymie.
- 1012 – Kardynał Teofilatto di Tuscolo został wybrany na papieża i przybrał imię Benedykt VIII.
- 1152 – Król Anglii Henryk II Plantagenet poślubił Eleonorę Akwitańską.
- 1160 – Król Szwecji Eryk IX został zamordowany koło Uppsali.
- 1190 – III wyprawa krzyżowa: armia niemiecka pokonała wojska seludżyckie w bitwie pod Ikonium.
- 1268 – Księstwo Antiochii zostało zdobyte przez sułtana Bajbarsa z dynastii Mameluków
- 1291 – Zdobycie Akki przez mameluków.
- 1302 – Rzemieślnicy flamandzcy w Brugii zaatakowali francuski garnizon i dokonali masakry 1400 osób.
- 1337 – W Pradze została koronowana Beatrice de Bourbon, druga żona króla Czech Jana Luksemburskiego.
- 1498 – Vasco da Gama dobił do portu Kalikut w Indiach.
- 1499 – Na zlecenie Królów Katolickich rozpoczęła się wyprawa badawcza do Nowego Świata trzech karaweli pod dowództwem Alonso de Hojedy.
- 1565 – Rozpoczęło się tureckie Wielkie Oblężenie Malty.
- 1595 – Podpisano rosyjsko-szwedzki traktat w Tiawzinie.
- 1606 – Car Dymitr Samozwaniec I poślubił w soborze Uspienskim na Kremlu Marynę Mniszczównę, która następnie została koronowana na carycę.
- 1634 – W Sewilli został stracony za tchórzostwo admirał Juan de Benavides Bazán, dowódca hiszpańskiej floty skarbów.
- 1652 – Ogłoszono zniesienie niewolnictwa w Rhode Island w Nowej Anglii.
- 1721 – Bekaffa został cesarzem Etiopii.
- 1725 – Król Wielkiej Brytanii Jerzy I Hanowerski ustanowił Order Łaźni.
- 1741 – Maria Teresa Habsburg została koronowana na królową Węgier.
- 1756 – Wybuchła wojna siedmioletnia.
- 1765 – Wielki pożar Montrealu.
- 1781 – W Cuzco w Peru został ścięty Tupac Amaru II, przywódca zdławionego powstania antyhiszpańskiego.
- 1794 – I koalicja antyfrancuska: zwycięstwo wojsk francuskich nad austriacko-angielsko-hanowerskimi w bitwie pod Tourcoing.
- 1798 – Został aresztowany lord Edward FitzGerald, jeden z organizatorów rewolucji irlandzkiej, która wybuchła 23 maja.
- 1803 – wojny napoleońskie: po anektowaniu przez Francję Piemontu Wielka Brytania wypowiedziała jej ponownie wojnę.
- 1804 – We Francji zniesiono I Republikę; Napoleon Bonaparte został ogłoszony cesarzem Francuzów.
- 1810 – W Buenos Aires wybuchła antyhiszpańska rewolucja majowa.
- 1811 – Zwycięstwo powstańców urugwajskich nad Hiszpanami w bitwie pod Las Piedras.
- 1825 – Generał w greckiej wojnie o niepodległość Theodoros Kolokotronis został zwolniony z tureckiego więzienia.
- 1839 – Na łamach filadelfijskiej gazety „Saturday Chronicle and Mirror of the Times” ukazała się nowela Edgara Allana Poego Diabeł na wieży.
- 1848 – We Frankfurcie nad Menem rozpoczęły się obrady pierwszego niemieckiego parlamentu.
- 1869 – Republika Ezo podpisała traktat pokojowy z Japonią.
- 1872 – W Lipsku wyjechały na trasy pierwsze tramwaje konne.
- 1876 – Rozpoczęła się międzynarodowa konferencja pokojowa w Hadze.
- 1877 – X wojna rosyjsko-turecka: pod Ploeszti delegacja mieszkańców rosyjskiej Samary przekazała powstańcom bułgarskim uszytą przez mniszki z tamtejszego monasteru Iwerskiej Ikony Matki Bożej Chorągiew Samarską, obecnie będącą jednym z historycznych symboli walk o niepodległość Bułgarii.
- 1887 – W Paryżu odbyła się premiera opery komicznej Król mimo woli Emmanuela Chabriera.
- 1895 – Francuski astronom Auguste Charlois odkrył planetoidę (403) Cyane.
- 1897:
  - Grupa hiszpańskich emigrantów założyła w stolicy Chile Santiago klub piłkarski Unión Española.
  - Ukazała się powieść Drakula irlandzkiego pisarza Brama Stokera.
- 1899 – Na filipińskiej wyspie Mindanao powstała Republika Zamboangi.
- 1900 – Tonga zostało objęte protektoratem brytyjskim.
- 1901 – Całkowite zaćmienie słońca widoczne na Oceanie Indyjskim.
- 1902 – 114 osób zginęło, a 250 zostało rannych w wyniku przejścia tornada nad Goliard w Teksasie.
- 1903 – Otwarto port Burgas w Bułgarii.
- 1907 – Uruchomiono Kolej linowo-terenową „Imperial” w Karlowych Warach.
- 1909 – Ustanowiono bułgarski Order Świętych Cyryla i Metodego.
- 1910 – Ziemia znalazła się w warkoczu Komety Halleya.
- 1912:
  - W Palo Alto Amerykanin George Horine jako pierwszy osiągnął granicę 2 metrów w skoku wzwyż.
  - Zwodowano amerykański pancernik „USS Texas” i japoński krążownik liniowy „Kongō”.
- 1916 – Zwodowano amerykański niszczyciel „USS Wilkes”.
- 1917 – Założono norweski klub piłkarski SK Trondheims-Ørn.
- 1918 – Powstała Republika Dońska.
- 1920 – Islandzki parlament Althing przyjął konstytucję.
- 1923 – Rozpoczęło nadawanie radio czechosłowackie.
- 1927 – 45 osób (w tym 38 dzieci i sprawca Andrew Kehoe) zginęło, a 58 zostało rannych w zamachu bombowym na szkołę w Bath Township(inne języki) w amerykańskim stanie Michigan.
- 1929 – Podczas konferencji w Barcelonie FIFA wyznaczyła Urugwaj na organizatora I Mistrzostw Świata w Piłce Nożnej w roku następnym.
- 1935 – 52 osoby zginęły w katastrofie lotniczej w Moskwie.
- 1940:
  - Otwarto Port lotniczy Christchurch na Nowej Zelandii.
  - W trzęsieniu ziemi o sile 6,9 stopnia w skali Richtera z epicentrum na granicy Kalifornii i Meksyku zginęło 9 osób, a 20 zostało rannych.
- 1941 – Książę Aimone (jako Tomisław II) został królem marionetkowego państwa chorwackiego pod kontrolą Włoch i Niemiec.
- 1942 – Założono japońskie przedsiębiorstwo branży elektronicznej Epson.
- 1944:
  - Brygady SS spaliły 6 wiosek w południowo-zachodniej Słowenii.
  - Kampania włoska: 2. Korpus Polski pod dowództwem gen. Władysława Andersa zdobył Monte Cassino.
  - Rozpoczęła się deportacja Tatarów krymskich do Azji Środkowej.
  - Wojna na Pacyfiku: zwycięstwem Amerykanów zakończyły się walki o Wyspy Admiralicji.
- 1950:
  - Bartłomieja Capitanio i Wincencja Gerosa zostały kanonizowane przez papieża Piusa XII.
  - Nachodka na rosyjskim Dalekim Wschodzie uzyskała prawa miejskie.
- 1951 – Rozpoczęła się tajna operacja wojskowa ewakuacji drogą lotniczą 120 tys. Żydów z Iraku do Izraela.
- 1953:
  - Amerykanka Jacqueline Cochran jako pierwsza kobieta-pilot w historii przekroczyła samolotem wojskowym F-86 Sabre barierę dźwięku.
  - I wojna indochińska: zwycięstwo wojsk wietnamskich nad laotańsko-francuskimi w bitwie pod Muong Khoua (13 kwietnia-18 maja).
- 1955 – Założono Uniwersytet Nigeryjski w Nsukka.
- 1956 – Szwajcarzy Fritz Luchsinger i Ernst Reiss dokonali pierwszego wejścia na himalajski ośmiotysięcznik Lhotse.
- 1958 – 61 osób zginęło w katastrofie samolotu Douglas DC-7 w Casablance.
- 1961 – Na 14. Międzynarodowym Festiwalu Filmowym w Cannes nagrodę specjalną otrzymał film Jerzego Kawalerowicza Matka Joanna od Aniołów.
- 1962 – W Los Angeles Amerykanin Al Oerter ustanowił rekord świata w rzucie dyskiem (61,10 m).
- 1965 – Izraelski szpieg Eli Cohen został powieszony publicznie na placu Marjeh w Damaszku.
- 1967 – Jurij Andropow został szefem KGB.
- 1969 – Rozpoczęła się załogowa misja Apollo 10.
- 1970 – Została odkryta nieokresowa Kometa White-Ortiz-Bolelli.
- 1971 – W Göteborgu otwarto halę widowiskowo-sportową Scandinavium.
- 1972:
  - Na skutek protestów społecznych prezydent Madagaskaru Philibert Tsiranana wprowadził stan wojenny i mianował premierem gen. Gabriela Ramanantsoę.
  - W katastrofie należącego do Aerofłotu samolotu An-10 koło Charkowa zginęły 122 osoby.
  - Wszedł w życie Układ o zakazie umieszczania broni jądrowej i innych rodzajów broni masowej zagłady na dnie mórz i oceanów.
- 1973:
  - Leonid Breżniew, jako pierwszy przywódca ZSRR, przybył z wizytą do Niemiec Zachodnich.
  - W katastrofie należącego do Aerofłotu samolotu Tu-104 w mieście Czyta na Syberii zginęło 81 osób.
- 1974 – Indie przeprowadziły swoją pierwszą próbną eksplozję bomby jądrowej.
- 1978 – Podczas odbywającej się w Atenach 80. sesji MKOl Sarajewo zostało wybrane na gospodarza XIV Zimowych Igrzysk Olimpijskich w 1984 roku, a Los Angeles na gospodarza XXIII Letnich Igrzysk Olimpijskich w tym samym roku.
- 1980:
  - Obalony w 1968 roku przez wojsko Fernando Belaúnde Terry zwyciężył ponownie w wyborach prezydenckich w Peru.
  - W południowokoreańskim Gwangju doszło do masakry studentów protestujących przeciwko dyktaturze generała Chun Doo-hwana.
  - W wyniku erupcji wulkanu Mount St. Helens w amerykańskim stanie Waszyngton zginęło 57 osób.
- 1986 – Papież Jan Paweł II ogłosił swą piątą encyklikę Dominum et Vivificantem.
- 1990:
  - Francuski TGV Atlantique ustanowił rekord szybkości pociągu pasażerskiego (515,3 km/h).
  - Podpisano dwustronny układ o unii walutowej, gospodarczej i socjalnej pomiędzy RFN i NRD.
- 1991:
  - Rozpoczęła się załogowa misja statku Sojuz TM-12 na stację orbitalną Mir, m.in. z pierwszą w historii kosmonautyki obywatelką brytyjską Helen Sharman na pokładzie.
  - Somaliland ogłosił niepodległość i niezależność od Republiki Somalii.
- 1993:
  - Na Sycylii został aresztowany jeden z przywódców mafii Nitto Santapaola(inne języki).
  - W Danii odbyło się referendum zatwierdzające Traktat z Maastricht.
- 1994 – Arcybiskup Agostino Marchetto został nuncjuszem apostolskim na Białorusi.
- 1995:
  - Alain Juppé został premierem Francji.
  - Powstała nikaraguańska partia polityczna Movimiento Renovador Sandinista (MRS).
  - Premiera filmu historycznego Braveheart. Waleczne serce w reżyserii Mela Gibsona.
- 1996 – Irlandzka wokalistka Eimear Quinn z utworem The Voice wygrała 41. Konkurs Piosenki Eurowizji w Oslo.
- 1998:
  - Na szczycie UE-USA w Londynie przyjęto ideę Transatlantyckiego Partnerstwa Gospodarczego.
  - Założono Uniwersytet Polski w Wilnie.
- 1999:
  - Carlo Azeglio Ciampi został prezydentem Włoch.
  - Została odkryta Perdyta, jeden z księżyców Urana.
- 2003:
  - Papież Jan Paweł II kanonizował Urszulę Ledóchowską.
  - Premiera filmu Słoń w reżyserii Gusa Van Santa.
- 2006 – Parlament Nepalu proklamował laickość kraju.
- 2009:
  - Kinga Baranowska weszła na szczyt Kanczendzongi w Himalajach, dzięki czemu Polska została pierwszym krajem, którego himalaistki (Anna Okopińska, Halina Krüger-Syrokomska, Wanda Rutkiewicz, Krystyna Palmowska, Anna Czerwińska, Ewa Panejko-Pankiewicz, Kinga Baranowska) zdobyły wszystkie 14 ośmiotysięczników.
  - Zwycięstwem wojsk rządowych nad Tamilskimi Tygrysami zakończyła się wojna domowa na Sri Lance.
- 2011 – W katastrofie lotu Sol Líneas Aéreas 5428 w Argentynie zginęły wszystkie 22 osoby na pokładzie (19 pasażerów i 3 członków załogi).
- 2013 – Duńska piosenkarka Emmelie de Forest z utworem Only Teardrops zwyciężyła w 58. Konkursie Piosenki Eurowizji w szwedzkim Malmö.
- 2017 – Bruno Tshibala został premierem Demokratycznej Republiki Konga.
- 2018:
  - 112 osób zginęło, a jedna została ciężko ranna w katastrofie należącego do Cubana de Aviación Boeinga 737 pod Hawaną.
  - W strzelaninie w szkole średniej w Santa Fe w Teksasie zginęło 10 osób, a 14 (w tym sprawca) zostało rannych.
- 2019 – W Tel Awiwie odbył się finał 64. Konkurs Piosenki Eurowizji.
- 2025 – W drugiej turze powtórzonych wyborów prezydenckich w Rumunii Nicușor Dan pokonał George'a Simiona.

## Urodzili się
- 1186 – Konstanty Wsiewołodowicz, kniaź Nowogrodu Wielkiego, książę włodzimiersko-suzdalski i rostowski (zm. 1218)
- 1281 – Agnieszka Habsburg, królowa Węgier (zm. 1364)
- 1474 – Izabela d’Este, markiza Mantui (zm. 1539)
- 1475 – Alfons, książę portugalski (zm. 1491)
- 1610 – Stefano della Bella, włoski rytownik (zm. 1664)
- 1616 – Johann Jakob Froberger, niemiecki kompozytor, organista (zm. 1667)
- 1631 – Stanisław Papczyński, polski duchowny katolicki, pijar, założyciel zgromadzenia księży marianów, święty (zm. 1701)
- 1648 – Gabriel Schweder, niemiecki prawnik (zm. 1735)
- 1654 – Johann Ernst Glück, niemiecki teolog luterański, tłumacz (zm. 1705)
- 1692 – Joseph Butler, brytyjski duchowny anglikański, biskup, teolog, apologeta, filozof (zm. 1752)[potrzebny przypis]
- 1701 – Charles Lennox, brytyjski arystokrata, polityk (zm. 1750)
- 1711 – Ruđer Josip Bošković, chorwacko-włoski polihistor (zm. 1787)
- 1730 – Gabriel (Pietrow-Szaposznikow), rosyjski biskup prawosławny (zm. 1801)
- 1736 – Friedrich Wilhelm von Erdmannsdorff, niemiecki architekt (zm. 1800)
- 1741 – Karol Schütz, polski architekt pochodzenia niemieckiego (zm. 1818)
- 1742 – Félix de Azara, hiszpański inżynier wojskowy, przyrodnik (zm. 1821)
- 1744 – Jan Filip Carosi, polski geolog, górnik pochodzenia włoskiego (zm. 1799)
- 1782 – Adolf von Lützow, pruski generał (zm. 1834)
- 1784 – Iwan Snihurski, ukraiński duchowny greckokatolicki, biskup przemyski, filantrop, mecenas (zm. 1847)
- 1786 – Feliks Bernatowicz, polski pisarz (zm. 1836)
- 1788 – Hugh Clapperton, szkocki podróżnik (zm. 1827)
- 1789 – Józefa Ostrowska, polska szlachcianka (zm. 1813)
- 1797 – Fryderyk August II Wettyn, król Saksonii (zm. 1854)
- 1808:
  - Feliks Jabłonowski, polski porucznik w służbie austriackiej (zm. 1857)
  - Józef Feliks Zieliński, polski fotograf, wynalazca, publicysta, działacz demokratyczny (zm. 1878)
- 1810 – Francesco Maria Piave, włoski librecista (zm. 1867)
- 1812:
  - Franciszek Coll, hiszpański duchowny katolicki, dominikanin, święty (zm. 1875)
  - Konrad Martin, niemiecki duchowny katolicki, biskup Paderborn (zm. 1879)
- 1817 – Marcelina Czartoryska, polska pianistka, działaczka społeczna, mecenas muzyki (zm. 1894)
- 1818 – Karol Daniel Adelstein, polski przedsiębiorca pochodzenia żydowskiego (zm. 1894)
- 1824 – Wilhelm Hofmeister, niemiecki biolog, botanik (zm. 1877)
- 1825 – Daniel Wesson, amerykański konstruktor broni strzeleckiej (zm. 1906)
- 1830 – Károly Goldmark, węgierski kompozytor, skrzypek, pedagog pochodzenia żydowskiego (zm. 1915)
- 1838 – Zeth Wheeler, amerykański przedsiębiorca, wynalazca (zm. 1925)
- 1842 – Nicola Marconi, włoski duchowny katolicki, biskup Pultu w Albanii (zm. 1930)
- 1850 – Oliver Heaviside, brytyjski fizyk, matematyk, elektrotechnik (zm. 1925)
- 1851 – James Budd, niemiecki prawnik, polityk (zm. 1908)
- 1852:
  - Gertrude Käsebier, amerykańska fotografka, portrecistka (zm. 1934)
  - Icchok Lejb Perec, polsko-żydowski pisarz, adwokat, działacz społeczny (zm. 1915)
- 1854 – Hans von Mangoldt, niemiecki matematyk, wykładowca akademicki (zm. 1925)
- 1859 – Joseph Lindley, brytyjski inżynier (zm. 1906)
- 1861:
  - Feliks Cichocki, polski malarz (zm. 1921)
  - Franciszek Neuhauser, polski pianista, kompozytor (zm. 1936)
- 1862 – Albert von Schrenck-Notzing, niemiecki psychiatra, parapsycholog (zm. 1929)
- 1863 – Alexander Carl Otto Westphal, niemiecki neurolog, psychiatra, wykładowca akademicki (zm. 1941)
- 1864 – Wenanty Burdziński, polsko-ukraiński przyrodnik (zm. 1928)
- 1866:
  - Wasilij Nikiforow, jakucki poeta, etnograf, działacz społeczny (zm. 1928)
  - Feliks Wiślicki, polski inżynier chemik (zm. 1949)
- 1868:
  - Ludwig Landmann, niemiecki polityk pochodzenia żydowskiego (zm. 1945)
  - Mikołaj II Romanow, car Rosji, święty prawosławny (zm. 1918)
  - Stanisław Stückgold, polski malarz pochodzenia żydowskiego (zm. 1933)
- 1870 – Florian Feliks Świeżyński, polski pułkownik lekarz, otolaryngolog, działacz oświatowy (zm. 1938)
- 1871:
  - Denis Horgan, irlandzki lekkoatleta, kulomiot (zm. 1922)
  - Fanny zu Reventlow, niemiecka pisarka, malarka, tłumaczka, feministka (zm. 1918)
- 1872:
  - Pasquale Jannaccone, włoski ekonomista, polityk (zm. 1959)
  - Bertrand Russell, brytyjski logik, matematyk, filozof, działacz społeczny, eseista, laureat Nagrody Nobla (zm. 1970)
- 1873:
  - Kost Macijewycz, ukraiński dyplomata, polityk (zm. 1942)
  - Frederick Merriman, brytyjski przeciągacz liny (zm. 1940)
- 1875:
  - Guido Alberto Fano, włoski kompozytor, pianista, dyrygent, pedagog (zm. 1961)
  - Ted Ranken, brytyjski strzelec sportowy (zm. 1950)
- 1876 – Hermann Müller, niemiecki polityk, kanclerz Niemiec (zm. 1931)
- 1878 – Johannes Terwogt, holenderski wioślarz (zm. 1977)
- 1879 – Paweł Klimosz, polski nauczyciel, działacz społeczny (zm. 1953)
- 1880 – Antanas Gravrogkas, litewski inżynier-mechanik, polityk, burmistrz Kowna (zm. 1958)
- 1882 – Robert Bednorz, śląski rzeźbiarz (zm. 1973)
- 1883:
  - Eurico Gaspar Dutra, brazylijski generał, polityk, prezydent Brazylii (zm. 1974)
  - Walter Gropius, niemiecki architekt, założyciel Bauhausu (zm. 1969)
- 1884 – Aniela Gruszecka, polska pisarka, krytyk literacka (zm. 1976)
- 1887:
  - Włodzimierz Chełmicki, polski pisarz, krytyk literacki (zm. 1968)
  - Ernst Wiechert, niemiecki pisarz (zm. 1950)
- 1888 – Hanna Barysiewicz, białoruska superstulatka (zm. 2007)
- 1889 – Gunnar Gunnarsson, islandzki pisarz (zm. 1975)
- 1890 – Erik Pettersson, szwedzki sztangista (zm. 1975)
- 1891 – Rudolf Carnap, niemiecki filozof, logik, matematyk, wykładowca akademicki (zm. 1970)
- 1892:
  - Emilio Esteban Infantes, hiszpański generał (zm. 1962)
  - Ezio Pinza, włoski śpiewak operowy (bas), aktor (zm. 1957)
- 1893:
  - Pierre Albarran, francuski brydżysta, tenisista (zm. 1960)
  - Aleksander Ślączka, polski kapitan rezerwy, neurolog, psychiatra (zm. 1940)
- 1894 – Magnus Dyrssen, szwedzki podpułkownik (zm. 1940)
- 1895:
  - Feliks Kotowski, polski ogrodnik (zm. 1929)
  - Augusto Sandino, nikaraguański przywódca partyzancki (zm. 1934)
- 1896 – Feliks Chmurkowski, polski aktor, reżyser teatralny, prezes ZASP (zm. 1971)
- 1897:
  - Frank Capra, amerykański reżyser filmowy pochodzenia włoskiego (zm. 1991)
  - Edgard Colle, belgijski szachista (zm. 1932)
- 1898 – Jan Jodzewicz, polski prawnik, polityk, działacz emigracyjny (zm. 1985)
- 1899 – Sonia Ejdelman, polska aktorka pochodzenia żydowskiego (zm. ?)
- 1900:
  - Roman Eminowicz, polski student, poeta, krytyk literacki, podporucznik artylerii, legionista (zm. 1920)
  - Jan Książek, polski malarz, pedagog (zm. 1964)
- 1901:
  - Robert Ochsenfeld, niemiecki fizyk (zm. 1993)
  - Vincent du Vigneaud, amerykański biochemik, laureat Nagrody Nobla (zm. 1978)
- 1902 – Feliks Markowski, polski architekt, wykładowca akademicki (zm. 1985)
- 1903 – George E. Stone, amerykański aktor pochodzenia żydowskiego (zm. 1967)
- 1904:
  - Jacob K. Javits, amerykański polityk, senator (zm. 1986)
  - Shunryū Suzuki, japoński mnich zen (zm. 1971)
- 1905:
  - Theodor Berger, austriacki kompozytor (zm. 1992)
  - Władysław Hańcza, polski aktor (zm. 1977)
- 1906:
  - Venancio Bartibás, urugwajski piłkarz (zm. 1977)
  - Leonid Mielnikow, radziecki dyplomata, polityk (zm. 1981)
- 1907:
  - Anna Gadzalanka-Bojarowa, polska działaczka ruchu ludowego, polityk, poseł do KRN (zm. 1995)
  - Roger Gilbert-Lecomte, francuski poeta, prozaik (zm. 1943)
  - Władysław Oszelda, polski dziennikarz, działacz polonijny (zm. 2005)
- 1908:
  - Eugeniusz Barbier, polski urzędnik, działacz PTTK (zm. 1989)
  - Moisès Broggi, kataloński lekarz, pacyfista (zm. 2012)
- 1909:
  - Javier de Belaúnde Ruiz de Somocurcio, peruwiański prawnik, historyk, polityk (zm. 2013)
  - Harold Devine, amerykański bokser (zm. 1998)
  - Fred Perry, brytyjski tenisista (zm. 1995)
- 1910 – Władysław Rząb, polski malarz, grafik, rzeźbiarz (zm. 1992)
- 1911:
  - Emanuele Clarizio, włoski duchowny katolicki, arcybiskup, nuncjusz apostolski, urzędnik Kurii Rzymskiej (zm. 2001)
  - Big Joe Turner, amerykański muzyk bluesowy (zm. 1985)
- 1912:
  - Richard Brooks, amerykański reżyser, scenarzysta i producent filmowy pochodzenia żydowskiego (zm. 1992)
  - Perry Como, amerykański piosenkarz pochodzenia włoskiego (zm. 2001)
  - Walter Sisulu, południowoafrykański działacz społeczny (zm. 2003)
- 1913:
  - Nicolás Gómez Dávila, kolumbijski myśliciel, filozof, pisarz, teolog polityczny (zm. 1994)
  - Charles Trenet, francuski piosenkarz (zm. 2001)
- 1914:
  - Ałła Bajanowa, rosyjska piosenkarka (zm. 2011)
  - Emmanuel de Graffenried, szwajcarski kierowca wyścigowy (zm. 2007)
- 1915:
  - Feliks Barański, polski matematyk, wykładowca akademicki (zm. 2006)
  - Halina Micińska-Kenarowa, polska pisarka, pedagog (zm. 1998)
- 1917 – Janusz Messing, polski inżynier rolnik, porucznik piechoty, żołnierz AK, cichociemny (zm. 2010)
- 1918:
  - Massimo Girotti, włoski aktor (zm. 2003)
  - Helena Makowska-Fijewska, polska aktorka (zm. 1993)
- 1919 – Margot Fonteyn, brytyjska tancerka baletowa (zm. 1991)
- 1920:
  - Emanuele Gerada, maltański duchowny katolicki, arcybiskup, nuncjusz apostolski (zm. 2011)
  - Edward Jaworski, polski podpułkownik pilot (zm. 2012)
  - René Pontoni, argentyński piłkarz (zm. 1983)
  - Anthony Storr, brytyjski psychiatra, psychoanalityk, pisarz (zm. 2001)
  - Karol Wojtyła, polski duchowny katolicki, arcybiskup metropolita krakowski, kardynał, papież Jan Paweł II, święty (zm. 2005)
- 1921:
  - Michael Epstein, brytyjski patolog, wirusolog (zm. 2024)
  - Jan Kaszuba, polski przedsiębiorca, działacz polonijny (zm. 2007)
  - Feliks Pociejewski, polski metalowiec, działacz społeczny i turystyczny (zm. 1972)
  - Olgierd Zienkiewicz, polski inżynier, matematyk, wykładowca akademicki (zm. 2009)
- 1922:
  - Bill Macy, amerykański aktor pochodzenia żydowskiego (zm. 2019)
  - Zygmunt Sulistrowski, polski reżyser filmowy (zm. 2007)
- 1923:
  - Anatolij Kowalow, rosyjski polityk, dyplomata, poeta, autor tekstów piosenek (zm. 2002)
  - Hugh Shearer, jamajski polityk, premier Jamajki (zm. 2004)
  - Leszek Zdek, polski architekt (zm. 2018)
- 1924:
  - Samson François, francuski pianista (zm. 1970)
  - Alfons Kania, polski piłkarz, trener (zm. 2012)
  - Victor Lemberechts, belgijski piłkarz (zm. 1992)
  - Priscilla Pointer, amerykańska aktorka (zm. 2025)
  - Bogdan Sujak, polski fizyk, wykładowca akademicki (zm. 2023)
- 1925:
  - Mieczysław Bojeś, polski malarz, żołnierz AK (zm. 2014)
  - Justus Dahinden, szwajcarski architekt, urbanista (zm. 2020)
  - Ignatius Paul Pinto, indyjski duchowny katolicki, biskup Shimoga, arcybiskup Bangalore (zm. 2023)
  - Stanisław Pomprowicz, polski prawnik, żołnierz AK, działacz społeczny i polityczny, autor publikacji historycznych (zm. 2022)
- 1926:
  - Julio César Britos, urugwajski piłkarz (zm. 1998)
  - Joe Brown, amerykański bokser (zm. 1997)
  - Frantz Erik Toft, duński nazistowski działacz młodzieżowy, funkcjonariusz Gestapo (zm. 1946)
- 1927:
  - Jerzy Adamek, polski pilot szybowcowy i samolotowy (zm. 2002)
  - Simon Zimny, francuski piłkarz pochodzenia polskiego (zm. 2007)
- 1928:
  - John Abineri, brytyjski aktor (zm. 2000)
  - Hans Bjørnstad, norweski skoczek narciarski (zm. 2007)
  - Géza Domokos, rumuński pisarz, polityk pochodzenia węgierskiego (zm. 2007)
  - Józef Kępa, polski polityk, poseł na Sejm PRL, minister administracji, wicepremier (zm. 1998)
  - Michelle Perrot, francuska historyk, wykładowczyni akademicka
  - Pernell Roberts, amerykański aktor (zm. 2010)
  - Jo Schlesser, francuski kierowca wyścigowy (zm. 1968)
- 1929:
  - Zbigniew Galperyn, polski żołnierz AK, uczestnik powstania warszawskiego, ekonomista, działacz kombatancki (zm. 2021)
  - Norman St John-Stevas, brytyjski prawnik, polityk (zm. 2012)
  - Arcadio Venturi, włoski piłkarz
  - Ken Yanz, australijski rugbysta (zm. 2019)
- 1930:
  - Don Lind, amerykański fizyk, pilot wojskowy, astronauta (zm. 2022)
  - Feliks Ptaszyński, polski architekt (zm. 2016)
  - Warren Bruce Rudman, amerykański polityk, senator (zm. 2012)
  - Barbara Weber, polski socjolog, dziennikarka (zm. 2007)
  - Mike Zwerin, amerykański puzonista jazzowy (zm. 2010)
- 1931:
  - Lorenzo Ceresoli, włoski duchowny katolicki, biskup wikariusz apostolski Awasy (zm. 2024)
  - Nelson Chelle, urugwajski koszykarz (zm. 2001)
  - Bruce Halford, brytyjski kierowca wyścigowy (zm. 2001)
- 1932:
  - Grzegorz Chwiendacz, polski kolarz szosowy (zm. 2017)
  - Joanna Masłowska, polska chemik, wykładowczyni akademicka (zm. 2002)
  - Dean Tavoularis, amerykański scenograf filmowy pochodzenia greckiego
- 1933:
  - Bernadette Chirac, francuska pierwsza dama
  - Deve Gowda, indyjski polityk, premier Indii
  - Władysław Terlecki, polski pisarz (zm. 1999)
- 1934:
  - Richard Bambach, amerykański paleontolog (zm. 2025)
  - Marcel Herriot, francuski duchowny katolicki, biskup Verdun i Soissons (zm. 2017)
  - Ladislav Pittner, słowacki polityk (zm. 2008)
- 1935:
  - Jerzy Antkowiak, polski projektant mody, stylista
  - Feliks Pieczka, polski geolog, polityk, poseł na Sejm RP (zm. 2024)
  - Zbigniew Popielski, polski kompozytor, pedagog (zm. 2015)
- 1936:
  - Geraldo Nascimento, brazylijski duchowny katolicki, biskup pomocniczy Fortalezy (zm. 2022)
  - Maksymilian Pazdan, polski prawnik
- 1937:
  - Peter Bolliger, szwajcarski wioślarz (zm. 2024)
  - Fran Jeffries, amerykańska aktorka, piosenkarka (zm. 2016)
  - Andrzej Kern, polski adwokat, polityk, wicemarszałek Sejmu RP (zm. 2007)
  - Brooks Robinson, amerykański baseballista (zm. 2023)
  - Jacques Santer, luksemburski polityk, premier Luksemburga, przewodniczący Komisji Europejskiej
  - Andrzej Tchórzewski, polski poeta, eseista, krytyk literacki, dramaturg, autor słuchowisk, tłumacz (zm. 2025)
  - Barbara Wachowicz, polska pisarka, publicystka, scenarzystka, fotografka, biografka (zm. 2018)
- 1938:
  - Anna Barton, polska bizneswoman
  - Bernard Margueritte, francuski dziennikarz, publicysta
- 1939:
  - José Jovêncio Balestieri, brazylijski duchowny katolicki, biskup Humaitá i Rio do Sul (zm. 2023)
  - Paweł Bożyk, polski ekonomista, publicysta, polityk (zm. 2021)
  - Giovanni Falcone, włoski antymafijny sędzia śledczy (zm. 1992)
  - Peter Grünberg, niemiecki fizyk, laureat Nagrody Nobla (zm. 2018)
  - Józef Ryszard Muszyński, polski generał dywizji
  - Gordon O’Connor, kanadyjski wojskowy, polityk
- 1940:
  - Alicja Borowska, polska biolog, wykładowczyni akademicka (zm. 2013)
  - Jan Czykwin, białoruski i polski poeta, historyk literatury, tłumacz (zm. 2022)
  - Dzintars Lācis, łotewski kolarz torowy (zm. 1992)
  - Małgorzata Szpakowska, polska kulturoznawczyni
- 1941:
  - Bjørn Hasløv, duński wioślarz
  - Werner Delle Karth, austriacki bobsleista
  - Malcolm Sim Longair, szkocki astronom
  - Miriam Margolyes, brytyjska aktorka
  - Konstantyn (Petrow), bułgarski biskup prawosławny (zm. 2017)
  - Maria Zielińska, polska lekkoatletka, skoczkini wzwyż
- 1942:
  - Przemysław Hauser, polski historyk
  - Nobby Stiles, angielski piłkarz, trener (zm. 2020)
  - Emília Vášáryová, słowacka aktorka
- 1943:
  - José Henrique, portugalski piłkarz, bramkarz
  - Jimmy Reiher Sr., fidżyjski wrestler, aktor (zm. 2017)
- 1944:
  - Albert Hammond, brytyjski piosenkarz, kompozytor, producent muzyczny
  - Winfried Sebald, niemiecki pisarz (zm. 2001)
  - Přemysl Sobotka, czeski polityk
- 1945:
  - Marek Cetwiński, polski historyk
  - Adrianna Bilik, austriacka koszykarka (zm. 2023)
  - Jan Ryszard Kurylczyk, polski pisarz, polityk
  - Ryszard Miazek, polski ekonomista, publicysta, prezes TVP i PR (zm. 2020)
  - Leszek Weres, polski astrolog, socjolog, pisarz
  - Tomasz Feliks Wójcik, polski polityk, związkowiec, poseł na Sejm RP
- 1946:
  - Frank Hsieh, tajwański polityk
  - Andreas Katsulas, amerykański aktor (zm. 2006)
  - Suze Randall, amerykańska modelka, fotografka
- 1947:
  - John Bruton, irlandzki dyplomata, polityk, premier Irlandii (zm. 2024)
  - Hugh Keays-Byrne, australijski aktor (zm. 2020)
  - Ryszard Maraszek, polski polityk, poseł na Sejm RP
  - Stanisław Sokołow, rosyjski reżyser filmów animowanych
  - Petruška Šustrová, czeska tłumaczka, publicystka, dysydentka, polityk (zm. 2023)
  - Zbigniew Ślusarski, polski wioślarz (zm. 2004)
  - Akira Terao, japoński muzyk, aktor
- 1948:
  - Hubert Szymczyński, polski wokalista, kompozytor, multiinstrumentalista (zm. 2021)
  - Thomas Udall, amerykański polityk, senator
- 1949:
  - Joseph Cistone, amerykański duchowny katolicki, biskup Saginaw (zm. 2018)
  - António Couto dos Santos, portugalski chemik, menadżer, polityk, minister ds. młodzieży, minister edukacji (zm. 2025)
  - Georges Leekens, belgijski piłkarz, trener
  - Pat Rabbitte, irlandzki związkowiec, samorządowiec, polityk
  - José Maria Rodrigues Alves, brazylijski piłkarz
  - Rick Wakeman, brytyjski muzyk, kompozytor
  - Terry Zwigoff, amerykański reżyser, scenarzysta i producent filmowy pochodzenia żydowskiego
- 1950:
  - Alaksandr Baszmakou, białoruski piłkarz, trener
  - Natasza Czarmińska, polska piosenkarka, poetka, reżyserka filmów dokumentalnych (zm. 2004)
  - Thomas Gottschalk, niemiecki aktor, scenarzysta, prezenter telewizyjny
- 1951:
  - Wiesław Kwiatkowski, polski piłkarz (zm. 2010)
  - Angela Voigt, niemiecka lekkoatletka, skoczkini w dal (zm. 2013)
- 1952:
  - Paweł Januszewicz, polski pediatra
  - Krystyna Maculewicz, polska siatkarka
  - Anna Melato, włoska aktorka, piosenkarka
  - Ryūzaburō Ōtomo, japoński seiyū, aktor, narrator
  - Ryszard Wróblewski, polski śpiewak operowy (tenor)
- 1953:
  - Krzysztof Kaczmarek, polski aktor, reżyser teatralny
  - Aloysius Maryadi Sutrisnaatmaka, indonezyjski duchowny katolicki, biskup Palangkaraya
- 1954:
  - Mikałaj Aksamit, białoruski malarz, polityk, dysydent (zm. 2024)
  - Jan Bestry, polski matematyk, przedsiębiorca, polityk, poseł na Sejm RP
  - Jimmy Case, angielski piłkarz, trener
  - Władimir Fomiczow, kazachski piłkarz, trener pochodzenia rosyjskiego
  - Eric Gerets, belgijski piłkarz, trener
  - Han Gyong-si, północnokoreański sztangista
  - Jan Jarnicki, polski wydawca muzyczny, mecenas sztuki
  - Lynne Talley, amerykańska oceanograf
  - Waldemar Tkaczyk, polski basista, członek zespołu Kombii
  - Andrzej Urbański, polski dziennikarz, publicysta, polityk, poseł na Sejm RP, prezes TVP (zm. 2016)
  - Bożena Wojciekian, polska lekkoatletka, kulomiotka
- 1955:
  - Chow Yun-fat, hongkoński aktor
  - James Gaines, amerykańsko-filipiński aktor, reżyser, scenarzysta i producent filmowy
- 1956:
  - Philip Anyolo, kenijski duchowny katolicki, arcybiskup Kisumu
  - Marcelo Alejandro Cuenca, argentyński duchowny katolicki, biskup Alto Valle del Río Negro
  - Manuela Frutos Gama, hiszpańska działaczka samorządowa, polityk
  - Jean Mbarga, kameruński duchowny katolicki, arcybiskup Jaunde
  - Lothar Thoms, niemiecki kolarz torowy (zm. 2017)
- 1957:
  - Herbert Bauch, niemiecki bokser
  - Michael Cretu, rumuński muzyk, kompozytor, producent muzyczny
  - Leszek Dziarek, polski perkusista, kompozytor, wokalista, autor tekstów, aranżer
  - Janusz Petelski, polski aktor, scenarzysta i reżyser filmowy
  - Bogdan Zdrojewski, polski samorządowiec, polityk, prezydent Wrocławia, poseł na Sejm i senator RP, minister kultury i dziedzictwa narodowego, eurodeputowany
- 1958:
  - Rubén Omar Romano, argentyński piłkarz, trener
  - Toyah Willcox, brytyjska piosenkarka, aktorka
- 1959:
  - Janusz Kołodziej, polski przedsiębiorca, polityk, poseł na Sejm RP
  - Siergiej Łowaczow, uzbecki lekkoatleta, sprinter
  - Adam Neumann, polski przedsiębiorca, samorządowiec, prezydent prezydent Gliwic
  - Roman Ochyński, polski weterynarz, samorządowiec, starosta lipski (zm. 2018)
  - Andrzej Serediuk, polski kolarz szosowy (zm. 2016)
- 1960:
  - Jari Kurri, fiński hokeista, działacz sportowy
  - Jozef Mikuš, słowacki samorządowiec, polityk
  - Michael Robert Ryan, brytyjski masowy morderca (zm. 1987)
  - Yannick Noah, francuski tenisista pochodzenia kameruńskiego
  - Fernando Salinas, boliwijski piłkarz
  - Sean Yates, brytyjski kolarz szosowy
- 1961:
  - Félix Vera, boliwijski piłkarz
  - Bogusław Zychowicz, polski pływak
- 1962:
  - Claude Haagen, luksemburski samorządowiec, polityk
  - Barry Horne, walijski piłkarz
  - Nathaniel Parker, brytyjski aktor
  - Kris Peeters, belgijski i flamandzki polityk
  - Karel Roden, czeski aktor
  - Sandra, niemiecka piosenkarka
  - Michael Whitmarsh, amerykański siatkarz plażowy (zm. 2009)
- 1963:
  - Witold Kowalski, polski samorządowiec, polityk, senator RP
  - Dávid Tencer, słowacki duchowny katolicki, biskup Reykjavíku
  - Sam Vincent, amerykański koszykarz
- 1964:
  - Ignasi Guardans, hiszpański i kataloński prawnik, wykładowca akademicki, polityk
  - Ewa Janus, polska rzeźbiarka, pedagog
  - Irina Jasina, rosyjska ekonomistka, dziennikarka, działaczka społeczna
  - Satoru Mochizuki, japoński piłkarz
  - Michael Robert Rhein, niemiecki muzyk, wokalista, członek zespołu In Extremo
  - Per Sætersdal, norweski wioślarz
  - Jolanta Szołno-Koguc, polska ekonomistka, polityk, wojewoda lubelski
- 1965:
  - Dennis Schiller, szwedzki piłkarz
  - Ingo Schwichtenberg, niemiecki perkusista, członek zespołu Helloween (zm. 1995)
- 1966:
  - Renata Pytelewska Nielsen, polsko-duńska lekkoatletka, skoczkini w dal, trójskoczkini i sprinterka
  - Bent Skammelsrud, norweski piłkarz
- 1967:
  - Heinz-Harald Frentzen, niemiecki kierowca wyścigowy
  - Marco Scurria, włoski polityk
- 1968:
  - David Carabott, maltański piłkarz
  - Shelley Lubben, amerykańska aktorka pornograficzna, działaczka społeczna (zm. 2019)
  - Siarhiej Martynau, białoruski strzelec sportowy
  - Thomas Sykora, austriacki narciarz alpejski
- 1969:
  - Robert Czebotar, polski aktor
  - Martin Dugard, brytyjski żużlowiec
  - Martika, amerykańska piosenkarka
  - Jacek Płachta, polski hokeista, trener
  - Paweł Poncyljusz, polski polityk, poseł na Sejm RP
- 1970:
  - Anna Dalkowska, polska prawnik, polityk, urzędniczka państwowa
  - Tina Fey, amerykańska aktorka, scenarzystka filmowa
  - Billy Howerdel, amerykański gitarzysta, kompozytor, autor tekstów, członek zespołu A Perfect Circle
  - Brigitte Köck, austriacka snowboardzistka
  - Walerij Popowicz, rosyjski piłkarz, trener
- 1971:
  - Sebastian Bezzel, niemiecki aktor
  - Brad Friedel, amerykański piłkarz, bramkarz
  - János Lackfi, węgierski poeta, pisarz, tłumacz literacki, nauczyciel akademicki i publicysta
  - Adamari López, portorykańska aktorka
  - Goran Vučević, chorwacki piłkarz, trener i działacz piłkarski
- 1972:
  - Edu Falaschi, brazylijski wokalista, kompozytor, producent muzyczny, członek zespołów: Mitrium, Symbols, Angra i Almah
  - Alaksandr Kulinkowicz, białoruski muzyk punkrockowy, wokalista, kompozytor, autor tekstów (zm. 2018)
  - Nordin ben Salah, holenderski bokser pochodzenia marokańskiego (zm. 2004)
- 1973:
  - Danijel Bešič Loredan, słoweński lekarz, polityk, minister zdrowia i wicepremier
  - Mariusz Grad, polski samorządowiec, polityk, poseł na Sejm RP
  - Donyell Marshall, amerykański koszykarz, trener
  - Geoffray Toyes, francuski piłkarz
  - Tōru Ukawa, japoński motocyklista wyścigowy
- 1974:
  - Noel Arambulet, wenezuelski bokser
  - Roman Baturin, rosyjski piłkarz ręczny
  - Mark Burton, nowozelandzki piłkarz
  - Daniel Hasler, liechtensteiński piłkarz
  - Ikke Nurjanah, indonezyjska piosenkarka, aktorka
  - Robert Szpręgiel, polski śpiewak operowy (baryton)
- 1975:
  - Maria Bąkowska, urzędniczka, samorządowiec, członek zarządu województwa warmińsko-mazurskiego
  - John Higgins, szkocki snookerzysta
  - Jem, walijska piosenkarka, autorka tekstów
  - Jack Johnson, amerykański piosenkarz, gitarzysta, autor tekstów, reżyser
  - Natalija Korołewska, ukraińska ekonomistka, polityk
  - Leonel Pilipauskas, urugwajski piłkarz pochodzenia litewskiego
  - Princessa, hiszpańska piosenkarka
- 1976:
  - Abir Al-Sahlani, szwedzka polityk, eurodeputowana pochodzenia irackiego
  - Radosław Liszewski, polski muzyk, wokalista, lider zespołu Weekend
  - Ron Mercer, amerykański koszykarz
  - Anna Ottosson, szwedzka narciarka alpejska
  - Oleg Twierdowski, rosyjski hokeista pochodzenia ukraińskiego
  - Stéphane Yonnet, francuski narciarz dowolny
- 1977:
  - Richard Hastings, kanadyjski piłkarz
  - Kamalija, ukraińsko-rosyjska piosenkarka, aktorka, modelka
  - Danny Mills, angielski piłkarz
  - Mateusz Piskorski, polski politolog, dziennikarz, publicysta, polityk, poseł na Sejm RP
  - Russell Sams, amerykański aktor
  - László Szatmári, węgierski żużlowiec
- 1978:
  - Ricardo Carvalho, portugalski piłkarz
  - Helton, brazylijski piłkarz, bramkarz
  - Genís García, andorski piłkarz
  - Charles Kamathi, kenijski lekkoatleta, długodystansowiec
  - Agnieszka Smoczyńska, polska reżyserka filmowa
- 1979:
  - Hubert Gasiul, polski perkusista, członek zespołu Wilki
  - Mariusz Lewandowski, polski piłkarz, trener
  - Michal Martikán, słowacki kajakarz górski
  - Richard Say, kanadyjski pływak
- 1980:
  - Reggie Evans, amerykański koszykarz
  - Michaël Llodra, francuski tenisista
  - Diego Pérez, urugwajski piłkarz
  - Ana Ugrinowska, macedońska kajakarka
- 1981:
  - Sílvia Alberto, portugalska aktorka, prezenterka telewizyjna
  - Mahamadou Diarra, malijski piłkarz
  - Edu Dracena, brazylijski piłkarz
  - Ałan Dudajew, rosyjski zapaśnik
  - Andrzej Hausner, polski aktor
  - Lester Meléndez, nikaraguański piłkarz, bramkarz, trener
  - Zou Shiming, chiński bokser
- 1982:
  - Katherine Bates, australijska kolarka szosowa i torowa
  - Jason Brown, walijski piłkarz, bramkarz
  - Katlego Mashego, południowoafrykański piłkarz
  - Piotr Napierała, polski publicysta, historyk
  - Marie-Ève Pelletier, kanadyjska tenisistka
- 1983:
  - Veaceslav Gojan, mołdawski bokser
  - Nadieżda Kuczer, rosyjska śpiewaczka operowa (sopran)
  - Luis Marín, chilijski piłkarz, bramkarz
  - Kiyofumi Nagai, japoński kolarz torowy
  - Marta Słodnik, polska siatkarka
  - Richard Addinall, południowoafrykański zapaśnik
- 1984:
  - Agnieszka Jankowiak-Maik, polska historyk, redaktorka serwisów historycznych
  - Kamil Kopúnek, słowacki piłkarz
  - Iwet Łałowa, bułgarska lekkoatletka, sprinterka
  - Joakim Soria, meksykański baseballista
  - Niki Terpstra, holenderski kolarz szosowy i torowy
- 1985:
  - Enrico Carattoni, sanmaryński prawnik, samorządowiec, polityk
  - Johan Eurén, szwedzki zapaśnik
  - Vincent Jay, francuski biathlonista
  - Dalma Kovács, rumuńska piosenkarka pochodzenia węgierskiego
  - Dariusz Milczarek, polski malarz
  - Jānis Pēda, łotewski siatkarz
  - Henrique Sereno, portugalski piłkarz
  - Oliver Sin, węgierski malarz
  - Adama Tamboura, malijski piłkarz
  - Jan Traczyk, polski aktor musicalowy, wokalista, kompozytor, autor tekstów
  - Iryna Wasyluk, ukraińska piłkarka
- 1986:
  - Kevin Anderson, południowoafrykański tenisista
  - Adam Bałdych, polski skrzypek, kompozytor
  - José Luis Chávez, boliwijski piłkarz
- 1987:
  - Luisana Lopilato, argentyńska aktorka
  - Karolis Petrukonis, litewski koszykarz
  - Kamil Vacek, czeski piłkarz
- 1988:
  - Hirooki Arai, japoński lekkoatleta, chodziarz
  - Hekkie Budler, południowoafrykański bokser
  - Ryan Cooley, kanadyjski aktor
  - Kaspars Daugaviņš, łotewski hokeista
  - Tatsuma Itō, japoński tenisista
  - Jewgienij Kurbatow, rosyjski hokeista
  - Omo Osaghae, amerykański lekkoatleta, płotkarz
- 1989:
  - Alexandru Chipciu, rumuński piłkarz
  - Stefan Ilsanker, austriacki piłkarz
  - Daniel Lafferty, północnoirlandzki piłkarz
  - Hanna Las, polska judoczka
  - Antonio López, meksykański piłkarz
- 1990:
  - Yūya Ōsako, japoński piłkarz
  - Josiah Wells, nowozelandzki narciarz dowolny
- 1991:
  - Shanne Braspennincx, holenderska kolarka torowa
  - Jalal Hassan, iracki piłkarz, bramkarz
  - David Pavelka, czeski piłkarz
  - Manu Tuilagi, angielski rugbysta pochodzenia samoańskiego
  - Minami Uwano, japońska kolarka szosowa i torowa
- 1992:
  - Adwoa Aboah, brytyjska modelka
  - Fernando Pacheco, hiszpański piłkarz
  - Theresa Plaisance, amerykańska koszykarka
  - Eltac Səfərli, azerski szachista
  - Benson Shilongo, namibijski piłkarz
  - Conor Washington, północnoirlandzki piłkarz pochodzenia angielskiego
- 1993:
  - Joan Román, hiszpański piłkarz
  - Jessica Watson, australijska żeglarka
- 1994:
  - Ada Benjamin, nigeryjska lekkoatletka, sprinterka
  - Clint Capela, szwajcarski koszykarz
  - Paul Nardi, francuski piłkarz, bramkarz
- 1995:
  - Iwan Boczarow, rosyjski hokeista
  - Jaryna Czornohuz, ukraińska poetka
  - Jules Danilo, francuski motocyklista wyścigowy
  - Chris Hamilton, australijski kolarz szosowy i górski
  - Lim Kok Leong, malezyjski snookerzysta
  - Zurab Oczihawa, ukraiński piłkarz pochodzenia gruzińskiego
  - Kevin Ruiz, gwatemalski piłkarz
  - Jekatierina Selezniowa, rosyjska gimnastyczka artystyczna
  - Ali Szabanibengar, irański zapaśnik
  - Shatori Walker-Kimbrough, amerykańska koszykarka
- 1996:
  - Erica Cipressa, włoska florecistka
  - Mahdi Ebrahimi, irański zapaśnik
  - Yūki Kadono, japoński snowboardzista
  - Josefine Frida Pettersen, norweska aktorka
- 1997:
  - Filippo Berardi, sanmaryński piłkarz
  - Jarosława Frołowa, rosyjska piłkarka ręczna
  - Mei Kotake, japońska wspinaczka sportowa
- 1998:
  - Polina Edmunds, amerykańska łyżwiarka figurowa
  - Marta Wieczyńska, polska koszykarka
- 1999:
  - Tōru Horie, japoński tenisista
  - Laura Omloop, belgijska piosenkarka
- 2000:
  - Juan Carlos Argueta, salwadorski piłkarz
  - Dennis Dowouna, ghański piłkarz
  - Wiktoria Keller, polska koszykarka
  - Izabela Marcisz, polska biegaczka narciarska
  - Ryan Sessegnon, angielski piłkarz pochodzenia benińskiego
  - Steven Sessegnon, angielski piłkarz pochodzenia benińskiego
- 2001:
  - Mirza Lagumdzija, turecki siatkarz pochodzenia bośniackiego
  - Emma Navarro, amerykańska tenisistka
- 2002:
  - John Kennedy, brazylijski piłkarz
  - Emilio Lara, meksykański piłkarz
  - Robson Matheus, boliwijski piłkarz pochodzenia brazylijskiego
  - Alina Zagitowa, rosyjska łyżwiarka figurowa
- 2003 – Santiago Gómez, wenezuelski piłkarz

## Zmarli
- 526 – Jan I, papież (ur. ?)
- 893 – Stefan I, ekumeniczny patriarcha Konstantynopola (ur. 867)
- 1160 – Eryk IX, król Szwecji (ur. ok. 1120)
- 1218 – Otton IV, cesarz rzymsko-niemiecki (ur. 1175 lub 76)
- 1395 – Riccardo Caracciolo, wielki mistrz zakonu joannitów (ur. ?)
- 1401 – Władysław Opolczyk, książę opolski (ur. 1326–32)
- 1406 – Baltazar, margrabia Miśni, landgraf Turyngii (ur. 1336)
- 1409 – Pir Mohammad-e Omar Szejch, władca z dynastii Timurydów (ur. ok. 1380)
- 1410 – Ruprecht z Palatynatu, elektor Palatynatu, król niemiecki (ur. 1352)
- 1525 – Pietro Pomponazzi, włoski filozof (ur. 1462)
- 1540 – Grzegorz ze Stawiszyna, polski teolog, filozof, profesor i rektor Akademii Krakowskiej (ur. 1481)
- 1546 – Jan Bieliński, polski duchowny katolicki, biskup płocki (ur. ?)
- 1548 – Juliusz I Cybo-Malaspina, hrabia Massy i Carrary (ur. 1525)
- 1551 – Domenico Beccafumi, włoski malarz, rzeźbiarz (ur. 1486)
- 1587 – Feliks z Kantalicjo, włoski kapucyn, święty (ur. 1515)
- 1602 – Jerzy Farensbach, polski szlachcic, dowódca wojskowy, polityk pochodzenia niemieckiego (ur. 1551)
- 1606 – Giovanni Antonio Facchinetti de Nuce młodszy, włoski kardynał (ur. 1575)
- 1615 – Andrzej Schoneus, polski duchowny katolicki, prawnik, rektor Akademii Krakowskiej pochodzenia niemieckiego (ur. 1522)
- 1627 – Valerius Herberger, niemiecki kaznodzieja i teolog luterański (ur. 1562)
- 1634 – Juan de Benavides Bazán, hiszpański żeglarz, dowódca floty skarbów (ur. ?)
- 1647 – Eustachy Nenchen, polski duchowny katolicki, kanonik warmiński i gnieźnieński, sekretarz królewski (ur. 1597)
- 1675:
  - Stanisław Lubieniecki młodszy, polski astronom (ur. 1623)
  - Jacques Marquette, francuski jezuita, misjonarz, odkrywca (ur. 1637)
- 1692 – Elias Ashmole, angielski antykwariusz, kolekcjoner, polityk, wolnomularz, ezoteryk (ur. 1617)
- 1697 – Guillaume Dumanoir, francuski kompozytor, skrzypek (ur. 1615)
- 1700 – Teofil Rutka, polski jezuita, misjonarz, pisarz religijny, filozof, tłumacz (ur. 1622)
- 1723 – Maria Kazimiera Sobieska, wnuczka króla Jana III Sobieskiego (ur. 1695)
- 1733 – Georg Böhm, niemiecki kompozytor (ur. 1661)
- 1750 – Kilian Katzenberger, niemiecki franciszkanin, pisarz, filozof (ur. 1681)
- 1775 – Johann Joachim Kändler, niemiecki rzeźbiarz (ur. 1706)
- 1781 – Tupac Amaru II, indiański organizator i przywódca powstania antyhiszpańskiego w Peru (ur. 1741)
- 1793 – Timur Szah Durrani, szach Afganistanu (ur. 1748)
- 1797 – Michael Otto von Althann, austriacki arystokrata, ziemianin (ur. 1730)
- 1799 – Pierre Beaumarchais, francuski dramaturg, prozaik, zegarmistrz, harfista, śpiewak, kompozytor (ur. 1732)
- 1800 – Aleksandr Suworow, rosyjski książę, dowódca wojskowy (ur. 1729)
- 1803 – Samuel Livermore, amerykański prawnik, sędzia, polityk (ur. 1732)
- 1809 – Leopold Auenbrugger, austriacki lekarz, librecista (ur. 1722)
- 1812 – John Bellingham, brytyjski kupiec, zamachowiec (ur. 1776)
- 1817 – Józef Hornowski, polski generał brygady (ur. 1773)
- 1818 – Maddalena Laura Sirmen, włoska kompozytorka, skrzypaczka, śpiewaczka (ur. 1745)
- 1823 – Johann Genersich, spiskoniemiecki pedagog, literat, historyk (ur. 1761)
- 1829 – Maria Józefa Wettyn, królowa Hiszpanii (ur. 1803)
- 1832:
  - Bonifazio Asioli, włoski kompozytor, klawesynista, teoretyk muzyki (ur. 1769)
  - Łukasz Rodakiewicz, polski oficer, inżynier, architekt (ur. 1790)
- 1833 – Jan Tadeusz Gromnicki, polski ziemianin, polityk (ur. 1775)
- 1839 – Karolina Bonaparte, królowa Neapolu (ur. 1782)
- 1849 – José María Carreño, wenezuelski wojskowy, polityk, wiceprezydent i tymczasowy prezydent Wenezueli (ur. 1792)
- 1853 – Mikuláš Kraft, czeski kompozytor, wiolonczelista (ur. 1778)
- 1856 – Georgios Sinas, grecko-austriacki przedsiębiorca, bankier, filantrop pochodzenia arumuńskiego (ur. 1783)
- 1861 – Sofroniusz (Miclescu), rumuński biskup prawosławny, metropolita Mołdawii (ur. 1790)
- 1865 – Leon Idzikowski, polski księgarz, wydawca (ur. 1827)
- 1866 – Tomasz Son Cha-sŏn, koreański męczennik i święty katolicki (ur. 1839)
- 1867 – Paweł Ciechanowiecki, polski jezuita, pedagog, teolog (ur. 1794)
- 1880 – Louis-Édouard-François-Desiré Pie, francuski duchowny katolicki, biskup Poitiers, kardynał (ur. 1815)
- 1881 – Alfred Barratt, brytyjski filozof, barrister (ur. 1844)
- 1884 – Heinrich Göppert, niemiecki lekarz, botanik, paleontolog (ur. 1800)
- 1885 – Alphonse de Neuville, francuski malarz, ilustrator (ur. 1835)
- 1887:
  - Mihovil Pavlinović, chorwacki duchowny katolicki, pisarz, polityk (ur. 1831)
  - Alfred Vulpian, francuski neurolog (ur. 1826)
- 1889:
  - Karl Wilhelm von Horn, pruski polityk (ur. 1807)
  - Alfred Józef Potocki, polski hrabia, polityk, premier Austrii (ur. 1817 lub 22)
- 1890 – Casto Plasencia, hiszpański malarz (ur. 1846)
- 1896:
  - Ludwig Boller, niemiecki malarz (ur. 1862)
  - Daniel Pollen, nowozelandzki polityk, premier Nowej Zelandii pochodzenia irlandzkiego (ur. 1813)
- 1897 – Charles Yorke, brytyjski arystokrata, polityk (ur. 1836)
- 1900:
  - Felix Ravaisson-Mollien, francuski filozof, archeolog, historyk sztuki (ur. 1813)
  - Michał Wołowski, polski aktor, dyrektor teatru, dziennikarz (ur. 1851)
- 1907:
  - Henryk Jordan, polski lekarz, pionier wychowania fizycznego w Polsce (ur. 1842)
  - Bernhard Plockhorst, niemiecki malarz, grafik (ur. 1825)
- 1909:
  - Isaac Albéniz, hiszpański kompozytor, pianista (ur. 1860)
  - George Meredith, brytyjski prozaik, poeta (ur. 1828)
- 1910:
  - Eliza Orzeszkowa, polska pisarka (ur. 1841)
  - Pauline Viardot, hiszpańska śpiewaczka operowa (mezzosopran), kompozytorka, autorka tekstów (ur. 1821)
  - Franz Skarbina, niemiecki malarz, rysownik, grafik, ilustrator pochodzenia chorwackiego (ur. 1849)
- 1911 – Gustav Mahler, austriacki kompozytor, dyrygent (ur. 1860)
- 1914 – Edward Russell Ayrton, brytyjski archeolog, egiptolog (ur. 1882)
- 1915 – Mikołaj Szyszłowski, polski porucznik Legionów Polskich (ur. 1883)
- 1918 – Blandyna Merten, niemiecka urszulanka, błogosławiona (ur. 1883)
- 1921 – Józef Higersberger, polski polityk, prawnik, minister sprawiedliwości (ur. 1856)
- 1922 – Charles Laveran, francuski lekarz wojskowy, parazytolog, laureat Nagrody Nobla (ur. 1845)
- 1923 – Franciszek Michałkiewicz, polski sierżant (ur. 1894)
- 1924 – Jan Babicz, polski samorządowiec, polityk ludowy, poseł na Sejm Ustawodawczy, publicysta (ur. 1869)
- 1927:
  - Andrew Kehoe, amerykański masowy morderca (ur. 1872)
  - Włodzimierz Mazurkiewicz, polski inżynier, lotnik, jeden z pionierów polskiego lotnictwa, podróżnik, działacz lotniczy, pedagog, publicysta (ur. 1875)
- 1928:
  - Moritz Auffenberg, austro-węgierski generał piechoty, polityk (ur. 1852)
  - William Haywood, amerykański działacz związkowy i polityczny (ur. 1869)
  - Bronisława Ostrowska, polska poetka, tłumaczka, autorka książek dla dzieci (ur. 1881)
- 1929 – Patrick Joseph Kennedy, amerykański polityk poochodzenia irlandzkiego (ur. 1858)
- 1931 – Robert Kurella, polski generał brygady (ur. 1854)
- 1933 – Otto Merz, niemiecki kierowca wyścigowy (ur. 1889)
- 1935 – Michael Berkowitz, żydowski pedagog, pisarz, pionier ruchu syjonistycznego (ur. 1865)
- 1936 – Michał Biernacki, polski wiolonczelista, pianista, kompozytor, dyrygent, pedagog, krytyk muzyczny (ur. 1855)
- 1938 – Witold Rubczyński, polski filozof, historyk filozofii (ur. 1864)
- 1940:
  - Philippe Jean Bunau-Varilla, francuski inżynier (ur. 1859)
  - Paweł Dadlez, polski malarz, grafik (ur. 1904)
  - Adolphe Guillaumat, francuski generał armii (ur. 1863)
  - Perchuhi Partizpanjan-Barseghjan, ormiańska pisarka (ur. 1886)
- 1941:
  - Oscar Nielsen, duński piłkarz (ur. 1882)
  - Atenogenes Pawlikiewicz, polski prawnik, urzędnik, bankier, działacz społeczny (ur. 1882)
  - Werner Sombart, niemiecki socjolog, ekonomista, wykładowca akademicki (ur. 1863)
  - Milka Trnina, chorwacka śpiewaczka operowa (sopran) (ur. 1863)
- 1942:
  - Stanisław Komar, polski jezuita, męczennik, Sługa Boży (ur. 1882)
  - Stanisław Kubski, polski duchowny katolicki, męczennik, błogosławiony (ur. 1876)
  - Marcin Oprządek, polski franciszkanin, męczennik, błogosławiony (ur. 1884)
- 1944 – Mieczysław Adamek, polski pilot wojskowy, as myśliwski (ur. 1918)
- 1945 – Stefan Rottermund, polski chirurg, ginekolog, polityk, poseł na Sejm Ustawodawczy, wiceprezydent Warszawy (ur. 1878)
- 1946:
  - Michał Friedberg, polski kupiec, filantrop pochodzenia żydowskiego (ur. 1887)
  - Bolesław Jaszkiewicz, polski kapitan BCh (ur. 1918)
- 1947:
  - Edmund FitzAlan-Howard, brytyjski arystokrata, polityk (ur. 1855)
  - Fritz Liphardt, niemiecki funkcjonariusz i zbrodniarz nazistowski (ur. 1905)
- 1949:
  - May Wilson Preston, amerykańska malarka, ilustratorka (ur. 1873)
  - Nikołaj Siemaszko, radziecki lekarz, polityk (ur. 1874)
  - Jacek Woroniecki, polski dominikanin, teolog, tomista, filozof-scholastyk (ur. 1878)
- 1950:
  - Henryk Cihoski, rumuński generał, polityk pochodzenia polskiego (ur. 1872)
  - Gerald Shaughnessy, amerykański duchowny katolicki, biskup Seattle (ur. 1887)
- 1953 – Rudolf Nadolny, niemiecki dyplomata (ur. 1873)
- 1956 – Karl James Anderson, amerykański malarz (ur. 1874)
- 1957 – Maria Stromberger, austriacka pielęgniarka (ur. 1898)
- 1958 – Walter Drumheller, amerykański lekkoatleta, wojskowy, polityk (ur. 1878)
- 1959 – Enrique Guaita, argentyński piłkarz (ur. 1910)
- 1960 – Menachem Bornsztajn, polski przestępca pochodzenia żydowskiego (ur. 1890)
- 1961:
  - Maria Annunziata, arcyksiężniczka austriacka (ur. 1876)
  - Henry O’Neill, amerykański aktor (ur. 1891)
- 1963 – Ernie Davis, amerykański futbolista (ur. 1939)
- 1965:
  - Eli Cohen, izraelski agent służb specjalnych (ur. 1924)
  - Andrzej Kazimierz Grabski, polski ekonomista, polityk, poseł na Sejm PRL (ur. 1908)
- 1966:
  - Paul Althaus, niemiecki teolog luterański, wykładowca akademicki (ur. 1888)
  - Deng Tuo, chiński dziennikarz, publicysta (ur. 1912)
- 1969:
  - Ludwig Berger, niemiecki reżyser filmowy (ur. 1892)
  - Rafał Ekielski, inżynier, konstruktor motocykli (ur. 1898)
- 1970 – Marco Antonio Yon Sosa, gwatemalski porucznik, dowódca partyzancki (ur. ?)
- 1971:
  - Vincenz Brehm, austriacki zoolog (ur. 1879)
  - Karol Trzasko-Durski, polski komandor (ur. 1894)
- 1972:
  - Boris Ananjew, rosyjski psycholog, pedagog (ur. 1907)
  - Sidney Franklin, amerykański aktor, reżyser, scenarzysta i producent filmowy pochodzenia żydowskiego (ur. 1893)
- 1973 – Jeannette Rankin, amerykańska polityk (ur. 1880)
- 1974:
  - Charles d’Arbonneau, francuski generał (ur. 1878)
  - Carl Ebert, niemiecki hokeista na trawie, bramkarz (ur. 1889)
  - Marian Piątek, polski mechanik, wykładowca akademicki (ur. 1911)
- 1975:
  - Leroy Anderson, amerykański kompozytor muzyki rozrywkowej (ur. 1908)
  - Kazimierz Fajans, amerykański fizykochemik pochodzenia polskiego (ur. 1887)
  - Aníbal Troilo, argentyński kompozytor i muzyk tanga argentyńskiego (ur. 1914)
- 1976 – Gunnar Garpö, szwedzki bobsleista (ur. 1919)
- 1978 – Selwyn Lloyd, brytyjski polityk (ur. 1904)
- 1980:
  - Ian Curtis, brytyjski wokalista, członek zespołu Joy Division (ur. 1956)
  - Kalman Segal, polsko-izraelski, poeta, prozaik, dziennikarz radiowy (ur. 1917)
- 1981:
  - Arthur O’Connell, amerykański aktor (ur. 1908)
  - William Saroyan, amerykański pisarz (ur. 1908)
- 1983:
  - Frank Aiken, irlandzki polityk, dowódca IRA (ur. 1898)
  - Re’uwen Arazi, izraelski polityk (ur. 1907)
  - Mieczysław Jurgielewicz, polski malarz (ur. 1900)
  - Walter Maurer, amerykański zapaśnik (ur. 1893)
- 1984:
  - Nasuh Akar, turecki zapaśnik (ur. 1925)
  - Robert Góralczyk, polski hokeista, trener (ur. 1943)
  - Siemion Romanow, radziecki generał pułkownik (ur. 1922)
  - Florian Wichłacz, polski nauczyciel, polityk, poseł na Sejm PRL (ur. 1908)
- 1985:
  - Harald Andersson, szwedzki lekkoatleta, dyskobol (ur. 1907)
  - Hermann Schridde, niemiecki jeździec sportowy (ur. 1937)
  - Win Wilfong, amerykański koszykarz (ur. 1933)
- 1986:
  - Gustav Berauer, niemiecki biegacz narciarski, kombinator norweski (ur. 1912)
  - Yaşar Erkan, turecki zapaśnik (ur. 1911)
  - Giuseppe Lazzati, włoski polityk, Sługa Boży (ur. 1909)
- 1987 – Heðin Brú, farerski pisarz, tłumacz (ur. 1901)
- 1988:
  - Anthony Forwood, brytyjski aktor (ur. 1915)
  - Franciszek Mróz, polski generał brygady (ur. 1902)
- 1989 – Fiodor Titow, radziecki polityk, dyplomata (ur. 1910)
- 1990:
  - Jill Ireland, brytyjska aktorka (ur. 1936)
  - Eje Thelin, szwedzki puzonista jazzowy (ur. 1938)
  - Joseph-Marie Trịnh Văn Căn, wietnamski duchowny katolicki, arcybiskup Hanoi, kardynał (ur. 1921)
- 1991:
  - Zdzisław Kostrzewa, polski piłkarz, bramkarz (ur. 1955)
  - Rudolf Nierlich, austriacki narciarz alpejski (ur. 1966)
- 1992 – Marian Leśkiewicz, polski podporucznik łączności (ur. 1923)
- 1993 – Heinrich Albertz, niemiecki pastor, teolog, polityk, burmistrz Berlina Zachodniego (ur. 1915)
- 1994 – Marek Eisner, polski endokrynolog, wykładowca akademicki (ur. 1907)
- 1995:
  - Elisha Cook Jr., amerykański aktor (ur. 1903)
  - Aleksandr Godunow, rosyjski i amerykański tancerz baletowy, choreograf, aktor (ur. 1949)
  - Peter van de Kamp, amerykański astronom pochodzenia holenderskiego (ur. 1901)
  - Henri Marie Laborit, francuski chirurg, filozof (ur. 1914)
  - Elizabeth Montgomery, amerykańska aktorka (ur. 1933)
  - Dorothy Poynton-Hill, amerykańska skoczkini do wody (ur. 1915)
  - Jacek Trzynadlowski, polski historyk i teoretyk literatury, wydawca (ur. 1912)
  - Tor Ulven, norweski prozaik, poeta (ur. 1953)
- 1996 – Czesław Bobrowski, polski ekonomista, prawnik, politolog, wykładowca akademicki, dyplomata, polityk, poseł do KRN i na Sejm Ustawodawczy (ur. 1904)
- 1997:
  - Michaił Anikuszyn, rosyjski rzeźbiarz (ur. 1917)
  - Tadeusz Siwek, polski siatkarz, trener (ur. 1935)
- 1998 – Mordechaj Hillel Kroshnitz, polsko-izraelski pisarz, dziennikarz (ur. 1915)
- 1999:
  - Horace Herring, amerykański bokser (ur. 1922)
  - Tadeusz Kudelski, polski himalaista (ur. 1954)
  - Augustus Pablo, jamajski muzyk, producent muzyczny (ur. 1954)
  - Betty Robinson, amerykańska lekkoatletka, sprinterka (ur. 1911)
- 2001:
  - Pierre Even, francuski kolarz torowy (ur. 1929)
  - Aleksiej Mariesjew, radziecki pułkownik pilot (ur. 1916)
- 2002:
  - Piotr Gorczakow, radziecki generał pułkownik (ur. 1917)
  - Davey Boy Smith, brytyjski wrestler (ur. 1962)
  - Sŏng Hye Rim, północnokoreańska aktorka (ur. 1937)
- 2003:
  - Wołodymyr Bułhakow, ukraiński piłkarz, trener (ur. 1947)
  - Alfredo Cattabiani, włoski publicysta, pisarz, wydawca, historyk religii, symbolista, tradycjonalista religijny i kulturowy (ur. 1937)
  - Rudolph Arnold Maas Geesteranus, holenderski mykolog (ur. 1911)
  - Eugenia Kosowska, polska poetka ludowa (ur. 1918)
- 2004:
  - Heinrich Isser, austriacki bobsleista, saneczkarz (ur. 1928)
  - Elvin Jones, amerykański perkusista jazzowy (ur. 1928)
  - Stefan Swieżawski, polski historyk filozofii, wykładowca akademicki (ur. 1907)
  - Hyacinthe Thiandoum, senegalski duchowny katolicki, arcybiskup Dakaru, kardynał (ur. 1921)
- 2005:
  - Gergely Pongrátz, węgierski inżynier rolnik, uczestnik rewolucji węgierskiej, polityk (ur. 1932)
  - Whayne Wilson, kostarykański piłkarz (ur. 1975)
  - Stella Zázvorková, czeska aktorka (ur. 1922)
- 2006 – Irving Meretsky, kanadyjski koszykarz (ur. 1912)
- 2007:
  - Alan Bannister, brytyjski kolarz torowy (ur. 1922)
  - Pierre-Gilles de Gennes, francuski fizyk, laureat Nagrody Nobla (ur. 1932)
  - Wojciech Przyboś, polski aktor (ur. 1958)
  - Mika Špiljak, chorwacki polityk, prezydent Jugosławii (ur. 1916)
- 2009:
  - Wayne Allwine, amerykański aktor (ur. 1947)
  - Teresa Chmura-Pełech, polska architekt, urbanistka, plastyk (ur. 1933)
  - Dolla, amerykański raper (ur. 1987)
  - Velupillai Prabhakaran, tamilski bojownik, przywódca polityczny Tygrysów Wyzwolenia Tamilskiego Ilamu (ur. 1954)
- 2010:
  - Sheila Armstrong, amerykańska florecistka (ur. 1949)
  - K.A. Krishnaswamy, indyjski polityk (ur. 1932)
  - Andrzej Pelczar, polski matematyk, wykładowca akademicki (ur. 1937)
- 2011 – Włada Majewska, polska dziennikarka radiowa, aktorka, piosenkarka, działaczka emigracyjna (ur. 1911)
- 2012:
  - Andrzej Czernecki, polski polityk, poseł na Sejm RP (ur. 1939)
  - Dietrich Fischer-Dieskau, niemiecki śpiewak operowy (baryton) (ur. 1925)
- 2013:
  - Aleksiej Bałabanow, rosyjski reżyser filmowy (ur. 1959)
  - Jo Benkow, norweski polityk (ur. 1924)
  - Steve Forrest, amerykański aktor (ur. 1925)
  - Marek Jackowski, polski muzyk rockowy, gitarzysta, kompozytor, członek zespołu Maanam (ur. 1946)
  - Ernst Klee, niemiecki dziennikarz, pisarz (ur. 1942)
  - Lothar Schmid, niemiecki szachista (ur. 1928)
- 2014:
  - Dobrica Ćosić, serbski pisarz, polityk, pierwszy prezydent Federalnej Republiki Jugosławii (ur. 1921)
  - Gordon Willis, amerykański operator filmowy (ur. 1931)
- 2015:
  - Halldór Ásgrímsson, islandzki polityk, premier Islandii (ur. 1947)
  - Józef Jacek Rojek, polski prozaik, poeta (ur. 1939)
  - Ryszard Szwed, polski historyk, polityk, poseł na Sejm RP (ur. 1939)
- 2016:
  - Konrad Bajan, polski ekonomista (ur. 1930)
  - Zenona Cieślak-Szymanik, polska poetka (ur. 1931)
  - Zygmunt Kukla, polski piłkarz, bramkarz (ur. 1948)
  - Kornél Pajor, węgierski łyżwiarz szybki (ur. 1923)
  - Bogusław Sar, polski aktor (ur. 1950)
  - Fritz Stern, amerykański historyk (ur. 1926)
- 2017:
  - Chris Cornell, amerykański muzyk, wokalista, autor tekstów, członek zespołów: Soundgarden i Audioslave (ur. 1964)
  - Wołodymyr Dudarenko, ukraiński piłkarz, trener (ur. 1946)
  - Jacque Fresco, amerykański futurolog, architekt, projektant (ur. 1916)
  - Jim McElreath, amerykański kierowca wyścigowy (ur. 1928)
- 2018:
  - Darío Castrillón Hoyos, kolumbijski duchowny katolicki, arcybiskup Bucaramangi, kardynał (ur. 1929)
  - Jerzy Horwath, polski pianista, kompozytor, producent muzyczny (ur. 1949)
  - Tadeusz Soroczyński, polski nauczyciel, poeta, animator kultury (ur. 1942)
- 2019:
  - Manfred Burgsmüller, niemiecki piłkarz (ur. 1949)
  - Jürgen Kißner, niemiecki kolarz torowy (ur. 1942)
- 2020:
  - Michael Alania, gruziński fizyk (ur. 1935)
  - Andrzej Bizoń, polski aktor, model (ur. 1976)
  - Marko Elsner, słoweński piłkarz, trener (ur. 1960)
  - Jan Lesiak, polski pułkownik SB i UOP (ur. 1945)
  - Vincent Malone, brytyjski duchowny katolicki, biskup pomocniczy Liverpoolu (ur. 1931)
- 2021:
  - Franco Battiato, włoski piosenkarz, malarz, reżyser (ur. 1945)
  - Charles Grodin, amerykański aktor (ur. 1935)
  - Jan Klemens, polski aktor (ur. 1932)
  - Radoskór, polski raper (ur. 1976)
- 2022:
  - Dominik Jokiel, polski gitarzysta, członek zespołów: Aion i Turbo (ur. 1978)
  - Faouzi Mansouri, algierski piłkarz (ur. 1956)
  - Bob Neuwirth, amerykański wokalista, autor piosenek, producent muzyczny, artysta wizualny (ur. 1939)
- 2023:
  - Helmut Berger, austriacki aktor (ur. 1944)
  - Jim Brown, amerykański futbolista, aktor (ur. 1936)
  - Giuseppe Casale, włoski duchowny katolicki, biskup Vallo della Lucania, arcybiskup Foggii-Bovino (ur. 1923)
  - Buddy Melges, amerykański żeglarz sportowy (ur. 1930)
- 2024:
  - Ja’el Dajan, izraelska pisarka, działaczka społeczna, polityk (ur. 1939)
  - Joseph Suren Gomes, indyjski duchowny katolicki, salezjanin, biskup Krisznagar (ur. 1944)
  - Kajetan Hądzelek, polski historyk sportu, działacz sportowy (ur. 1930)
  - Frank Ifield, brytyjski piosenkarz (ur. 1937)
  - Andriej Kudriaszow, rosyjski żużlowiec (ur. 1991)
  - Jan Sołek, polski dziennikarz, działacz opozycji antykomunistycznej, samorządowiec, członek zarządu województwa podkarpackiego (ur. 1958)
  - Jon Wysocki, amerykański muzyk, perkusista, członek zespołu Staind (ur. 1971)
- 2025:
  - Leslie Epstein, amerykański pisarz (ur. 1938)
  - Nicola Grauso, włoski prawnik, przedsiębiorca, wydawca, założyciel telewizji Polonia 1 (ur. 1949)
  - Andrzej Matysiak, polski kajakarz, trener (ur. 1948)
  - Bogusław Nizieński, polski prawnik, sędzia, Rzecznik Interesu Publicznego (ur. 1928)
  - Zenon Tyma, polski przedsiębiorca, polityk, poseł na Sejm RP (ur. 1952)